# خنفساء الجوهرة الكاذبة
خنفساء الجوهرة الكاذبة (الاسم العلمي: Schizopus)، جنس حشرات من غمديات الأجنحة وفصيلة خنافس الجواهر الكاذبة، تحتوي على الأنواع التالية:
- Schizopus laetus LeConte, 1858
- Schizopus sallei Horn, 1885